# Getachew Engida
Getachew Engida, född i Addis Abeba i Etiopien, är en etiopisk jordbruksekonom och sedan 2010 vice generaldirektör i Unesco. med ansvar för organisationens ekonomi.

## Biografi
Getachew växte upp i Addis Abebas fattigaste kvarter. Fadern var soldat och kunde läsa lite, modern analfabet. Föräldrarna uppmuntrade sonen till studier. Efter militärkuppen 1974 hamnade Engida i Storbritannien. Han fick ett stipendium och kunde studera ekonomi vid universitetet i Manchester.
Efter att ha arbetat i flera år med jordbruksekonomi på International Livestock Research Institute, fick Engida en tjänst vid Unesco år 2003. Efter sex år inom organisationen utsåg Irina Bokova, generaldirektör för Unesco, honom 2010 till vice generaldirektör. vid utnämningen var Engida Unesco ekonomichef.